# Glenham
Glenham è un centro abitato (town) degli Stati Uniti d'America, situato nella contea di Walworth nello Stato del Dakota del Sud. La popolazione era di 105 persone al censimento del 2010.
Glenham venne progettata nel 1900, e prende il nome da una valle nei pressi del sito della città.

## Geografia fisica
Glenham è situata a 45°31′58″N 100°16′17″W.
Secondo lo United States Census Bureau, ha un'area totale di 0,33 miglia quadrate (0,85 km²).

## Società

### Evoluzione demografica
Secondo il censimento del 2010, c'erano 105 persone.

### Etnie e minoranze straniere
Secondo il censimento del 2010, la composizione etnica della città era formata dal 95,2% di bianchi, l'1,9% di nativi americani, l'1,9% di altre razze, e l'1,0% di due o più etnie. Ispanici o latinos di qualunque razza erano il 2,9% della popolazione.